# André Campo
André Campo est un footballeur français, né le 22 avril 1923 à Bagnères-de-Luchon et mort le 20 octobre 2008 à Nîmes.

## Biographie
Joueur emblématique du Nîmes Olympique des années 1950, il fait partie de l'équipe qui en 1950, sous la direction de Pierre Pibarot, fait accéder le club à l'élite pour la première fois de son histoire.
Arrière droit, il fait partie d'une rugueuse défense composée entre autres d'Albert Fornetti (latéral gauche), Stanislas Golinski (défenseur central) Stéphan Dakowski (gardien).

## Palmarès
- Vainqueur de la Coupe Charles Drago en 1956 (Nîmes Olympique)
- Champion de France de D2 en 1950 (Nîmes Olympique) et en 1957 (Olympique alésien)